# Danny Polo

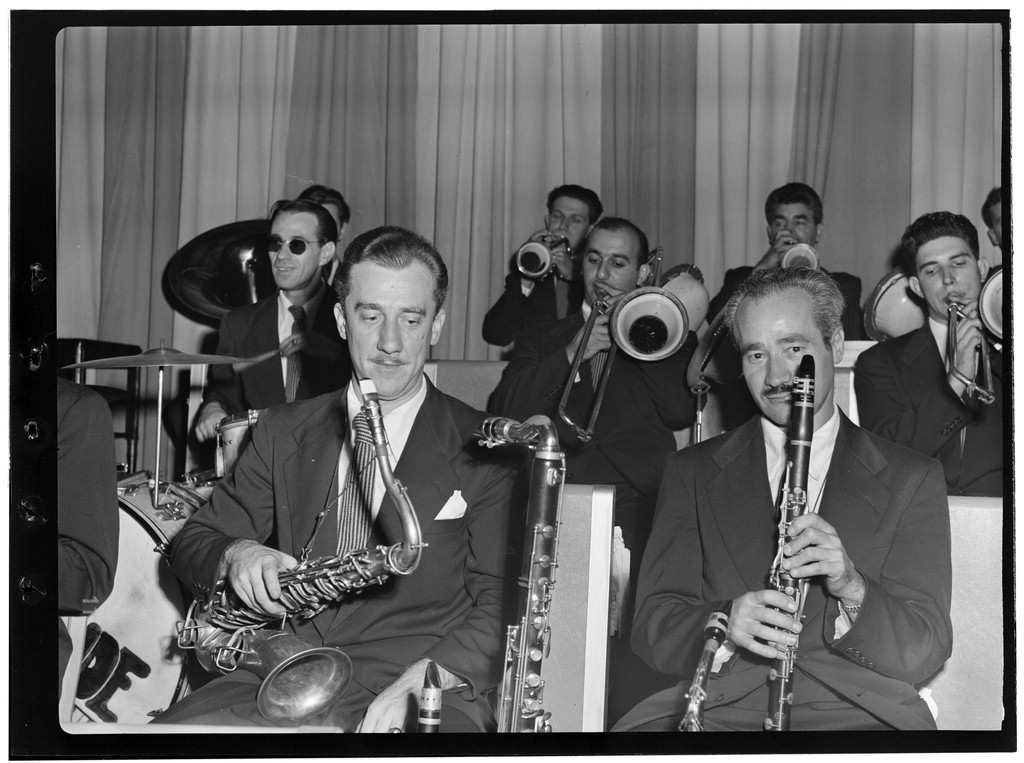
Danny Polo

Danny Polo (22 december 1901 - 11 juli 1949) was een Amerikaanse swing-klarinettist en -saxofonist (tenorsaxofoon, altsaxofoon en baritonsaxofoon) in het bigband-tijdperk.
Polo, de zoon van een klarinettist, speelde al vroeg klarinet: toen hij acht was speelde hij in een marching band. Hij vormde een duo met de latere bandleider Claude Thornhill en in de jaren twintig speelde hij met Elmer Schoebel (1923), Merritt Brunies, Arnold Johnson, Ben Bernie, Jean Goldkette (1926) en Paul Ash. In 1927 ging hij in een groep met onder meer David Tough naar Europa, waar hij jaren bleef hangen en speelde bij verschillende bandleiders, zoals Bert Firman, Lud Gluskin en Arthur Briggs. In de periode 1930-1935 werkte hij regelmatig bij Ambrose, in Londen. Rond 1935 speelde hij met de Rhythm Rascals. In december dat jaar ging Polo voor enige tijd terug naar Amerika, om in 1938 weer in Londen te werken bij Ambrose. In 1939 speelde hij in Parijs bij Ray Ventura, later dat jaar keerde hij voorgoed terug naar zijn geboorteland. Begin jaren veertig werkte hij met onder meer Big Joe Turner, Jack Teagarden (onder meer voor de filmmuziek voor Bing Crosby's "Birth of the Blues"), Joe Sullivan en Thornhill. Hij leidde hierna enige tijd een territoryband en keerde in 1947 terug naar de band van Thornhill. In die tijd speelde hij met Miles Davis in enkele experimentele sessies. Tijdens zijn tijd bij Thornhill werd hij ziek en overleed hij onverwacht, in 1949.
Polo heeft regelmatig plaatopnames gemaakt, als sideman, maar ook als leider (in 1938-1939). Musici en bands waarmee hij opnam waren onder meer Bix Beiderbecke, Chocolate Dandies, George Chisholm, Ambrose, de Rhythm Rascals, Oscar Alemán Jess Stacy, Hazel Scott, Thornhill en Big Joe Turner. 

## Discografie
- Danny Polo and His Swing Stars: The Complete Sets, Retriever Records/Retrieval Recordings, 2007